# 千代田村 (愛知県)
千代田村（ちよだむら）は、愛知県中島郡にかつてあった村。
現在の稲沢市の南部（平成の大合併以前の南西部）に該当する。

## 歴史
江戸時代末期、この地域は尾張藩領（一部犬山藩領）であった。
- 1906年（明治39年）5月10日 - 実田村、吉田村、豊田村、三宅村、及び大江村の一部[3]と井長谷村の一部（旧・井堀村）が合併し発足。
- 1955年（昭和30年）4月15日 - 稲沢町、明治村、大里村と合併し、改めて稲沢町が発足。同日千代田村廃止。

## 学校
- 千代田村立千代田小学校（現・稲沢市立千代田小学校）
- 千代田村立千代田中学校（現・稲沢市立千代田中学校）

## 神社・仏閣
- 千代神社
- 妙福寺